# 傑西卡·羅森沃塞爾
傑西卡·羅森沃塞爾（英語：Jessica Rosenworcel，1971年7月12日—）是一位美國律師，現任聯邦通訊委員會委員兼主席。羅森沃塞爾最初於2012年5月11日至2017年1月3日在聯邦通信委員會任職，並於2017年8月3日獲得美國參議院批准連任。她於2021年1月被任命為代理主席，並被任命為聯邦通訊委員會代理主席。2021年10月擔任常任主席。

## 外部連結
- C-SPAN內的頁面（英文）